# Sokołowo (gromada w powiecie gnieźnieńskim)
Sokołowo – dawna gromada, czyli najmniejsza jednostka podziału terytorialnego Polskiej Rzeczypospolitej Ludowej w latach 1954–1972.
Gromady, z gromadzkimi radami narodowymi (GRN) jako organami władzy najniższego stopnia na wsi, funkcjonowały od reformy reorganizującej administrację wiejską przeprowadzonej jesienią 1954 do momentu ich zniesienia z dniem 1 stycznia 1973, tym samym wypierając organizację gminną w latach 1954–1972.
Gromadę Sokołowo z siedzibą GRN w Sokołowie utworzono – jako jedną z 8759 gromad na obszarze Polski – w powiecie gnieźnieńskim w woj. poznańskim, na mocy uchwały nr 19/54 WRN w Poznaniu z dnia 5 października 1954. W skład jednostki weszły obszary dotychczasowych gromad Ćwierdzin, Gaj, Kamionka, Ostrowite Prymasowskie, Skorzęcin, Skorzęcin Nadleśnictwo i Sokołowo oraz parcele 113-116/8 z karty 1 obrębu Wierzchowiska z dotychczasowej gromady Kołaczkowo ze zniesionej gminy Witkowo w tymże powiecie. Dla gromady ustalono 11 członków gromadzkiej rady narodowej.
4 lipca 1968 gromadę zniesiono, a jej obszar włączono do gromady Witkowo w tymże powiecie.